# Henri de Menthon (homme politique)
Ne doit pas être confondu avec Henri de Menthon (auteur).
Henri de Menthon est un homme politique français né le 23 octobre 1865 à Choisey (Jura) et mort le 6 novembre 1952 à Saint-Loup-lès-Gray (Haute-Saône).
Il est le père de François de Menthon (1900-1984), ministre de la Justice dans le Gouvernement provisoire de la République française.

## Biographie
Bernard François Henri de Menthon est issu d'une vieille famille savoyarde. Il est né le 23 octobre 1865 à Choisey, dans le département du Jura.
Il commence une carrière dans la Marine qu'il quittera avec le grade de lieutenant de vaisseau. 
Ainsi, il embarque sur le Volta à Alger le 5 octobre 1887. Il fait escale et visite Port-Saïd, Suez et Obock, puis atteint Colombo le 14 novembre 1887. Après le détroit de Torrès et une escale à Timor, il arrive à Port Kennedy en Australie. À la Noël 1887, après avoir fait du charbon à Cooktown, son navire part relever le Duchaffault à Nouméa où il débarque le 7 janvier 1888. 
Avec pour mission d'inspecter les Nouvelles-Hébrides et d'effectuer un blocus des îles Sous-le-Vent alors en rébellion, le Volta repart de Nouméa le 7 mars 1888 et atteint Port-Vila le 10 mars 1888. Menthon visite alors Port Havannah, Port Sandwich et Port Olry, puis revient à Port Vila le 2 avril 1888. Le Volta gagne ensuite Tahiti, le 25 mai 1888, où est assuré, de juin à décembre 1888, le blocus de Raiatea. Menthon quitte enfin Papeete sur la Dives, le 16 mars 1889, et rejoint Rochefort le 14 juillet 1889. 
Il laisse de ce voyage un ouvrage de souvenirs, Vingt-deux mois de campagne autour du monde, publié en 1900 et qui obtient le prix Montyon de l’Académie française.
Il est élu maire de Saint-Loup-lès-Gray sans discontinuité de 1894 à son décès en 1952. Il devient également député de la Haute-Saône, inscrit au groupe de l'Entente républicaine démocratique, de 1919 à 1928.
Le 14 juillet 2011, Yad Vashem a reconnu Henri de Menthon comme « juste parmi les Nations » pour avoir sauvé trois enfants juifs durant la Seconde Guerre mondiale.

## Distinctions
- Officier de la Légion d'honneur à titre civil (décret du 12 mars 1947) ; chevalier à titre militaire du 13 janvier 1916[4]
- Croix de guerre 1914–1918[4]
- Ordre du Service distingué (Royaume-Uni)
- Juste parmi les nations (14 juillet 2011)
- Prix Montyon (1900)

### Source bibliographique
- « Henri de Menthon (homme politique) », dans le Dictionnaire des parlementaires français (1889-1940), sous la direction de Jean Jolly, PUF, 1960 [détail de l’édition]